# Mukarange (Gicumbi)
Mukarange è un settore (imirenge) del Ruanda, parte della Provincia Settentrionale e del distretto di Gicumbi.